# Challenge Bell 2013
Challenge Bell 2013 byl tenisový turnaj pořádaný jako součást ženského okruhu WTA Tour, který se hrál na krytých dvorcích s kobercem v halovém komplexu PEPS de l'Université Laval. Konal se mezi 7. až 15. zářím 2013 v kanadském Québecu jako 21. ročník turnaje.
Turnaj s rozpočtem 235 000 dolarů patřil do kategorie WTA International Tournaments. Nejvýše nasazenou hráčkou ve dvouhře se stala obhájkyně titulu a čtrnáctá tenistka světa Kirsten Flipkensová z Belgie, která vypadla v prvním kole.

## Ženská dvouhra

### Nasazení
| Stát          | Hráčka                      | WTA1) | Nasazení |
| ------------- | --------------------------- | ----- | -------- |
| Belgie        | Kirsten Flipkensová         | 14.   | 1.       |
| Francie       | Kristina Mladenovicová      | 36.   | 2.       |
| Česko         | Lucie Šafářová              | 41.   | 3.       |
| Spojené státy | Bethanie Matteková-Sandsová | 53.   | 4.       |
| Kanada        | Eugenie Bouchardová         | 59.   | 5.       |
| Nový Zéland   | Marina Erakovicová          | 68.   | 6.       |
| Spojené státy | Lauren Davisová             | 70.   | 7.       |
| Francie       | Caroline Garciaová          | 75.   | 8.       |

- 1) Žebříček WTA k 26. srpnu 2013.

### Jiné formy účasti
Následující hráčky obdržely divokou kartu do hlavní soutěže:
- Stéphanie Duboisová
- Lucie Šafářová
- Aleksandra Wozniaková[1]

Následující hráčky si zajistily postup do hlavní soutěže v kvalifikaci:
- Julie Coinová
- Sesil Karatančevová
- Melanie Oudinová
- Amra Sadikovićová

### Skrečování
- Petra Martićová (gastrointestinální potíže)
- Bethanie Matteková-Sandsová (poranění pravého kolena)

## Ženská čtyřhra

### Nasazení
| Stát       | Hráčka             | Stát       | Hráčka                     | WTA1) | Nasazení |
| ---------- | ------------------ | ---------- | -------------------------- | ----- | -------- |
| Česko      | Andrea Hlaváčková  | Česko      | Lucie Hradecká             | 19.   | 1.       |
| Rusko      | Alla Kudrjavcevová | Austrálie  | Anastasia Rodionovová      | 93.   | 2.       |
| Chorvatsko | Darija Juraková    | Chorvatsko | Petra Martićová            | 111.  | 3.       |
| Kolumbie   | Catalina Castañová | Chorvatsko | Mirjana Lučićová Baroniová | 132.  | 4.       |

- 1) Žebříček WTA k 26. srpnu 2013; číslo je součtem umístění obou členek páru.

### Jiné formy účasti
Následující páry obdržely divokou kartu do hlavní soutěže:
- Françoise Abandová /  Carol Zhaová
- Sofia Arvidssonová /  Stéphanie Duboisová

Následující pár do soutěže nastoupil z pozice náhradníka:
- Chieh-yu Hsu /  Nicole Melicharová

### Odhlášení
před zahájením soutěže
- Eugenie Bouchardová

## Přehled finále

### Ženská dvouhra
- Lucie Šafářová vs.  Marina Erakovicová, 6–4, 6–3

### Ženská čtyřhra
- Alla Kudrjavcevová /  Anastasia Rodionovová vs.  Andrea Hlaváčková /  Lucie Hradecká, 6–4, 6–3